# Hey You, Pikachu!
Hey You, Pikachu! (ピカチュウげんきでちゅう, Pikachū Genki Dechū) é um jogo da série Pokémon para Nintendo 64. É o primeiro jogo da história dos video games a usar o reconhecimento de voz através do Voice Recognition Unit (VRU; lit. "Unidade de Reconhecimento de Voz"), sendo um dos dois únicos jogos para N64 que utilizam esse recurso. O jogador tinha como parceiro um Pikachu que recebia ordens pelo microfone que acompanhava o jogo. Teve uma "sequência" indireta para Nintendo GameCube chamada Pokémon Channel.

## Enredo
O jogo começa com o Prof. Carvalho dando ao jogador um item que permite conversar com os Pokémon. O jogador conhece um Pikachu selvagem e se torna amigo dele. A confiança dele deve ser conquistada para poder ir e viver na casa do jogador. Há três áreas no jogo para se explorar, chamadas Pikachu's Daring Days, Pikachu's Discovery Days e Pikachu's Play Days. Em cada área, o jogador pode conquistar Pika Points, para comprar coisas no Abra's Shop.
Ao completar 365 dias de jogo, o Prof. Carvalho diz que é necessário soltar o Pikachu, já que ele é um Pokémon selvagem. Assim, o jogador vai até a floresta em que encontrou o Pikachu e o solta. Para isso, é necessário falar "Good-bye" para o Pikachu vária vezes, para que ele entenda que ele não pode viver mais com o jogador. Ele fica triste e vai embora.
Após os créditos, quando o protagonista fica olhando para o jardim e se relembra do Pikachu, ele retorna e o jogo continua.

## Desenvolvimento
Em referência a rivalidade da Nintendo com a Sony, um easter egg foi colocado no jogo: quando o jogador fala "PlayStation" no microfone o Pikachu fica irritado.

## Personagens
O Protagonista e o Pikachu
Ele, após receber um item do Prof. Carvalho, encontrou um Pikachu selvagem e logo se tornaram amigos.
Mãe
Não tem papel importante na trama, dizendo apenas "Bom-dia" para o jogador.
Prof. Carvalho
Ele inventou o PokéHelper, o aparelho que permite a conversa com os Pokémon.

## Itens
- Ball - É a bola de praia de Pikachu. Ele dá ao jogador no começo do jogo.
- Cupcake - É doce para o Pikachu.
- Fishing Rook - É uma vara de pescar.
- Harmonica - Faz com que Pikachu toque diferentes músicas.
- Lucky Hook - Serve para capturar Pokémon raros.
- Megaphone - Usado para falar com Pikachu quando ele foge(escapa).
- Watering Can e Watering Pail - Regadores. Um abriga 5 "aguadas" e o outro 30.
- Flying Acorn - Item que corta frutas das árvores.

## Recepção
Hey You, Pikachu! recebeu diferentes críticas. O site UGO colocou o jogo na lista de "50 jogos que deveriam estar nos 3DS". Fran Mirabella do portal IGN disse que achou o jogo "extremamente chato", apesar de ter afirmado que "é bom para [dar] algumas risadas por cerca de 10 minutos". Johnny Liu do Game Revolution comentou que o "reconhecimento de fala é muito limitado para um jogo que depende tanto dele".